# 万程
万程（1985年11月1日—），出生于天津，中国足球运动员，司职前锋。

## 职业生涯
- 青少年时代进入中国著名青训俱乐部火车头。
- 2000年与杨程、关震、吴泽、杨增奇、刘剑、李丹、苑维玮、张金共九名球员转会到山东鲁能泰山，进入鲁能足校。
- 2002年后期被提拔进入山东鲁能泰山一队，在当年的甲A联赛后期获得出场机会。
- 2004年只在足协杯等比赛中获得少量上场机会。同年代表中国国青队参加土伦杯邀请赛，并在与土耳其的比赛最后一分钟进球，从而帮助球队小组出线。之后几年出场机会也不多。
- 2011年万程转会到新组队的乙级联赛球队重庆足球俱乐部，在联赛后期万程于球队中失去位置。
- 2012年万程转会到中甲球队天津松江。

## 荣誉

### 山东鲁能泰山
- 中国足球超级联赛冠军：2006，2008，2010
- 中国足协杯冠军：2004，2006
- 中国超級联賽杯冠军：2004